# Maira albifacies
Maira albifacies là một loài ruồi trong họ Asilidae. Maira albifacies được Wulp miêu tả năm 1872. Loài này phân bố ở miền Ấn Độ - Mã Lai.